# فرانتسیسکا براوسه
فرانتسیسکا براوسه (آلمانی: Franziska Brauße؛ زادهٔ ۲۰ نوامبر ۱۹۹۸) دوچرخه‌سوار اهل آلمان است.
وی در مسابقات کشوری و بین‌المللی در مجموع برندهٔ ۲ مدال طلا، ۱ مدال نقره، ۲ مدال برنز شده‌است.